# Назар Стодоля (фільм, 1936)
«Назар Стодоля» — україномовний радянський історичний фільм-драма 1936 року випуску, відзнятий за сценарієм Івана Кулика, який був написаний за мотивами однойменної п'єси Тараса Шевченка.

## Сюжет фільму
Дія відбувається в першій половині 17 століття. Селянина Назара Стодолю, засудженого польським магнатом Халецьким до смерті, рятує його друг Гнат. Згодом Назар і Гнат потрапляють до маєтку українського сотника Кичатого. Сотник, запросивши священика, вмовляє втікачів підписати папір про те, що вони добровільно приписались до маєтку Кічатого. Гнат не підписує папір, а Назар, закохавшись в доньку господаря Галю, з легкістю ставить свій підпис і тим самим потрапляє в чергову кабалу. Незабаром Гнат очолив народну боротьбу з гнобителями, до повсталих приєднаються Назар і Галя.

## Акторський склад
- Олександр Сердюк — Назар Стодоля
- Амвросій Бучма — сотник Фома Кичатий
- А. Васильєва — Галя
- Наталія Ужвій — Стеха, ключниця сотника
- Матвій Ляров — полковник
- Микола Пішванов — Гнат
- Микола Надемський — пан Халецький
- Гнат Хоткевич — сліпий бандурист Кирик